# 榮照
榮照（1906年12月23日—1982年9月28日），字光庭，綏遠土默特旗（今內蒙古自治區呼和浩特市）人。民國37年（1948年）在蒙古土默特旗選區當選第一屆立法委員。

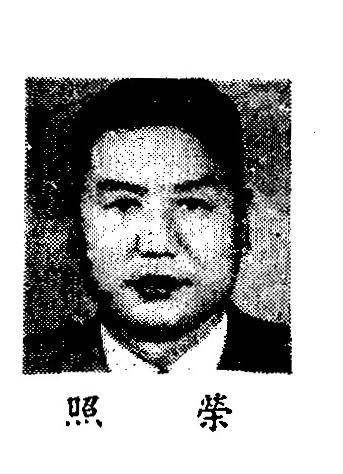
出席制憲國民大會的榮照

## 生平[1][2]
畢業於北平蒙藏學校、蘇聯莫斯科中山大學、蘇聯莫斯科炮兵學校。曾任國民政府軍政部將校團政治教官、河北省政府科長。1938年6月至1948年3月任第一屆至第四屆國民參政會參政員。1946年任制憲國民大會代表。民國71年9月28日病逝，享年七十有七。